# Dominik Drdatzki
Dominik Drdatzki (Drdacki) – prawnik, urzędnik austriacki, prezydent Krakowa.
Pracował w sądzie w Tarnowie, 1 września 1802 został mianowany prezydentem Krakowa przez władze austriackie. Nowo mianowany magistrat miejski miał ograniczone kompetencje, miał jedynie dokładnie wykonywać polecenia władz państwowych. Językiem urzędowym był niemiecki. Drdatzki wytrwał na stanowisku do 1805, ustępując na własną prośbę. 
Jako prezes Sądu Szlacheckiego w Stanisławowie uzyskał w 1811 szlachectwo I stopnia, a w 1835 – II stopnia (tytuł "Ritter") z predykatem "von Ostrów".